# Hispasat (satélite)
A série Hispasat conta com cinco satélites ativos, sendo operados pela Hispasat/Hispamar. A atual frota fornece serviços para os continentes europeu, americano e africano.
Assim como a Eutelsat, a Hispasat também passou a adotar a posição do satélite junto de seu nome. Ou seja, todos os satélites do grupo assumiram o nome Hispasat associado à sua posição orbital e uma letra que indica a ordem de chegada nessa posição. Ficaram de fora deste novo sistema de designação os satélites situados na posição orbital de 61 graus de longitude oeste, que mantêm o nome Amazonas.

## Satélites
| Nome            | Fabricante            | Data do lançamento     | Veículo de lançamento | Estado                            | Nota                                                           |
| --------------- | --------------------- | ---------------------- | --------------------- | --------------------------------- | -------------------------------------------------------------- |
| Hispasat 1A     | Matra Marconi Space   | 10 de setembro de 1992 | Ariane-44LP H10+      | Inativo desde julho de 2003       | [ 5 ]                                                          |
| Hispasat 1B     | Matra Marconi Space   | 22 de julho de 1993    | Ariane-44L H10+       | Inativo desde 6 de junho de 2006  | [ 5 ]                                                          |
| Hispasat 84W-1  | Alcatel Space         | 3 de fevereiro de 2000 | Atlas IIAS            | Inativo desde junho de 2017       | Antigo Hispasat 1C                                             |
| Hispasat 136W-1 | Alcatel Alenia Space  | 18 de setembro de 2002 | Atlas IIAS            | Ativo                             | Antigo Hispasat 1D, Hispasat 30W-4 e Hispasat 143W-1           |
| Hispasat 30W-5  | Space Systems/Loral   | 29 de dezembro de 2010 | Ariane 5 ECA          | Ativo                             | Antigo Hispasat 1E                                             |
| Hispasat 55W-1  | Astrium               | 4 de agosto de 2004    | Proton-M/Briz-M       | Inativo desde 23 de junho de 2017 | Antigo Amazonas 1                                              |
| Hispasat 55W-2  | Space Systems/Loral   | 20 de agosto de 2015   | Ariane 5 ECA          | Ativo                             | Este satélite corresponde a alguns transponders do Intelsat 34 |
| Hispasat 36W-1  | OHB-System AG         | 27 de janeiro de 2017  | Soyuz-STB/Fregat-MT   | Ativo                             | Antigo Hispasat AG1                                            |
| Hispasat 74W-1  | Orbital S.Corporation | 22 de março de 2014    | Ariane 5 ECA          | Ativo                             | Antigo Amazonas 4A e Amazonas 4                                |
| Hispasat 30W-6  | Space Systems/Loral   | 6 de março de 2018     | Falcon 9 Full Thrust  | Ativo                             | Antigo Hispasat 1F                                             |